# Demain matin, Montréal m'attend
Demain matin, Montréal m'attend est une comédie musicale de Michel Tremblay (paroles) et François Dompierre (musique) créée au Jardin des Étoiles de Terre des Hommes, du 4 au 23 août 1970, mise en scène par André Brassard. Parmi la distribution de 25 comédiens qui ont participé à cette création, citons Denise Filiatrault, Louise Forestier, Denise Proulx, Louisette Dussault, André Montmorency et Claude Gai.
L'œuvre a été reprise au Théâtre Maisonneuve de la Place des Arts, par les Productions Paul Buissonneau, du 16 mars au 9 avril 1972, à la Salle Louis-Fréchette du Grand Théâtre de Québec, du 26 au 29 avril 1972, et au Centre National des Arts, dans le cadre du Festival-Canada, du 19 au 29 juillet 1972. Elle fait l'objet d'une nouvelle production, en 1995, par les Productions François Flamand dans une mise en scène de Denise Filiatrault en 1995. Pier Rodier la monte au Théâtre de l'Île, à Hull, dans une production communautaire.
La comédie musicale est reprise en 2017 au TNM dans le cadre des Francofolies de Montréal et une mise en scène de René Richard Cyr; elle met en vedette Hélène Bourgeois Leclerc (Lola Lee / Rita Tétrault), Laurent Paquin (La Duchesse de Langeais), Benoît McGinnis (Marcel-Gérard), Kathleen Fortin (Betty Bird) et Marie-Andrée Lemieux (Leila Jasmin / Louise Tétrault). Elle est ensuite la production du TNM qui ouvre sa saison 2017-2018, soit du 19 septembre au 14 octobre 2017. 

## Argument
Gagnante d'un concours de chant régional, Louise Tétrault abandonne son emploi de serveuse et sa mère possessive pour rejoindre à Montréal sa sœur Rita, devenue Lola Lee, une chanteuse sur la Main. Avec sa candeur et son ignorance, elle découvre un milieu social où les prostituées, les homosexuels et les membres de la mafia sont légion. Loin de vouloir lui donner un coup de main, sa sœur voit en elle une ennemie qui menace la place et la popularité qu'elle a déjà dû arracher à une vieille chanteuse.

## Édition
- Montréal, Leméac, coll. « Répertoire québécois » no 17, 1972, 90 p.

## Enregistrements sonores
- CD disponible à Bibliothèque et Archives nationales du Québec, à la bibliothèque de l'UQAM ainsi qu'à l'École nationale de théâtre.
- Enregistrement sonore, sur bande, de la production à la Place des Arts. Disponible à la Théâtrothèque de l'Université de Montréal (pour consultation sur place seulement).
- Disque 33 tours 'Demain matin, Montréal m'attend', sur étiquette 'Belles-Sœurs' (BS-A-1).

## Sources
1. ↑  Luc Boulanger, « DEMAIN MATIN, MONTRÉAL M’ATTEND AU TNM L’ÉTÉ PROCHAIN », La Presse +,‎ 15 novembre 2016 (lire en ligne)
2. ↑  Mélissa Proulx, « DEMAIN MATIN, MONTRÉAL M’ATTEND : DÉJEUNER SUR LA MAIN », 17 novembre 2005 (consulté le 11 juillet 2023)

- Bibliographie commentée par Pierre Lavoie (1982) dans 'Voix et Images', vol. 7, n° 2, 1982, p. 225-306.
- Voir.ca, article intitulé 'Déjeuner sur la Main'.